# Internationales Künstlerhaus Villa Concordia

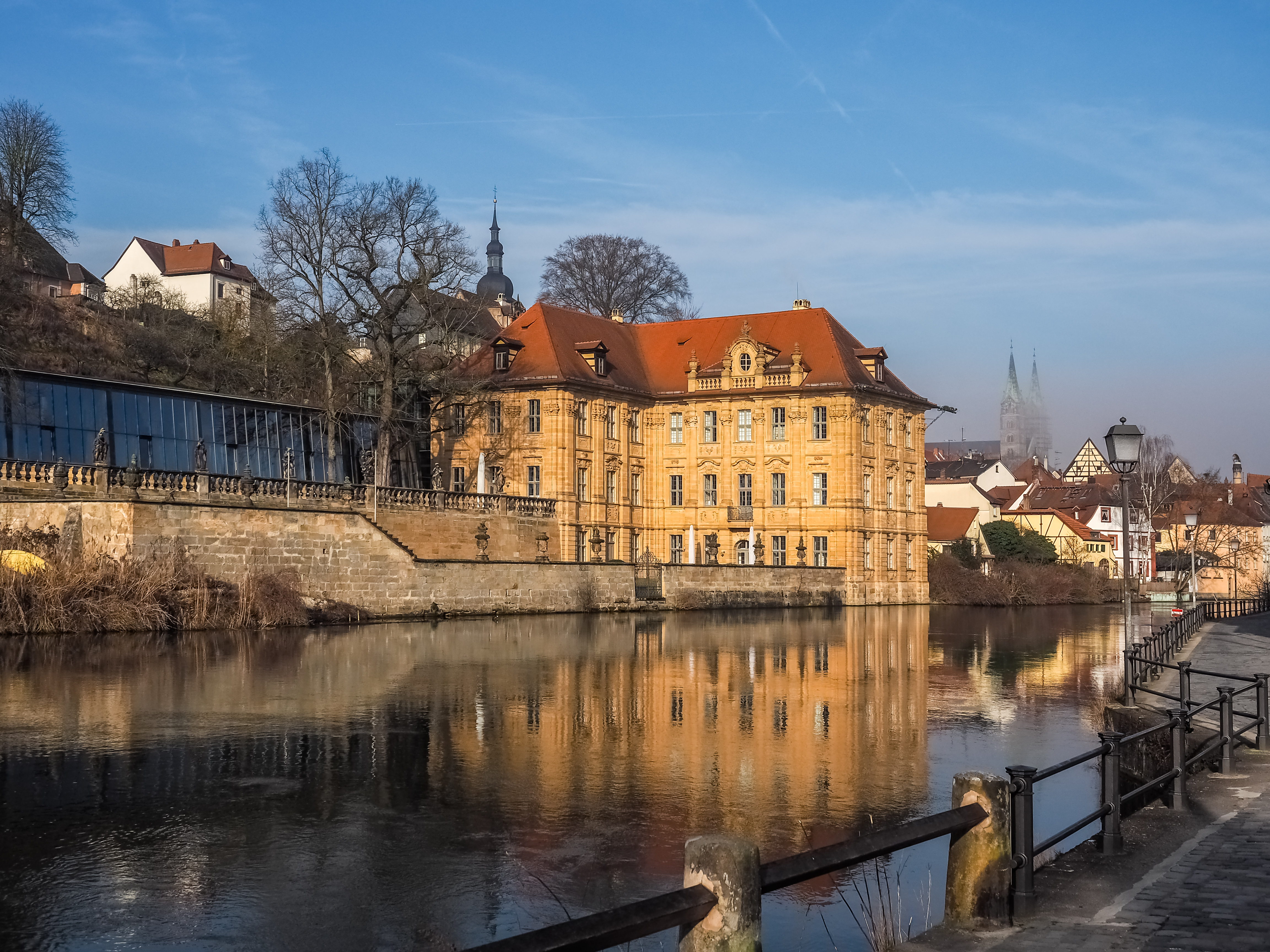
Villa Concordia an der Regnitz

Das Internationale Künstlerhaus Villa Concordia in Bamberg wurde am 20. Oktober 1997 durch das Bayerische Staatsministerium für Wissenschaft, Forschung und Kunst gegründet. Von 1997 bis 2010 wurde es von Bernd Goldmann geleitet, seit April 2010 leitet es die Lyrikerin Nora-Eugenie Gomringer.

## Aufgaben und Ziele
Das im Auftrag des Freistaates Bayern betriebene Künstler- und Stipendiatenhaus bietet jährlich Künstlern der Bildenden Kunst, Literatur und Musik aus Deutschland und jeweils einem anderen Land die Möglichkeit, im Rahmen eines Aufenthalts- und Lebenshaltungsstipendiums ohne Verpflichtungen an eigenen Projekten zu arbeiten und diese auf Wunsch dem Publikum in Veranstaltungen vorzustellen.
Die Stipendiaten werden von einem Kuratorium und dessen Sachverständigen ausgewählt. Eine Eigenbewerbung ist nicht möglich. Die Stipendien dienen nicht der Nachwuchsförderung, sondern verschaffen bereits etablierten Künstlern Zeit und Raum, um Projekte zu konzipieren, zu realisieren oder fertigzustellen.
Regelmäßig finden im Künstlerhaus Ausstellungen, Lesungen und Konzerte mit den Stipendiaten statt. Im Rahmen von Lesungen, Ausstellungen, Konzerten und anderen Veranstaltungen können alle Künstler sich und ihre Arbeit mit Vorträgen oder Projektpräsentationen vorstellen. Außerdem knüpft und pflegt das Künstlerhaus Kontakte zu anderen Veranstaltern und künstlerischen Kooperationspartnern sowie zu Institutionen in anderen Bezirken Bayerns, um die Künstler einem möglichst großen Publikum präsentieren zu können, gern auch über die Zeit des Aufenthaltes in Bamberg hinaus. Denn neue Kunst soll ins Gespräch kommen, soll gelesen, gesehen und gehört, soll erfahren werden. Nicht nur der Künstler, sondern auch der Leser, Betrachter und Hörer verleihen der Kunst ihre Existenz, ihre Lebendigkeit.
Das Kuratorium sowie vom Kuratorium ernannte Sachverständige schlagen dem Bayerischen Staatsminister für Wissenschaft und Kunst die Stipendiaten vor, die von diesem dann für wahlweise 5 oder 11 Monate eingeladen werden. Der Aufenthaltsturnus beginnt jeweils Mitte April und endet im März des darauffolgenden Jahres.

„Das Internationale Künstlerhaus Villa Concordia dient der Förderung und Pflege der Künste und der Vertiefung der kulturellen Beziehungen des Freistaates Bayern zu anderen Staaten. Durch die Aufnahme von Künstlern aus anderen europäischen Ländern will der Freistaat Bayern einen Beitrag zur Förderung des europäischen Gedankens leisten. Außerdem soll das Internationale Künstlerhaus durch die Zusammenarbeit mit den örtlichen Institutionen, durch öffentliche Auftritte der Stipendiaten und durch eigene Veranstaltungen einen Beitrag zum kulturellen Leben der Stadt Bamberg und der Region leisten.“

## Gebäude

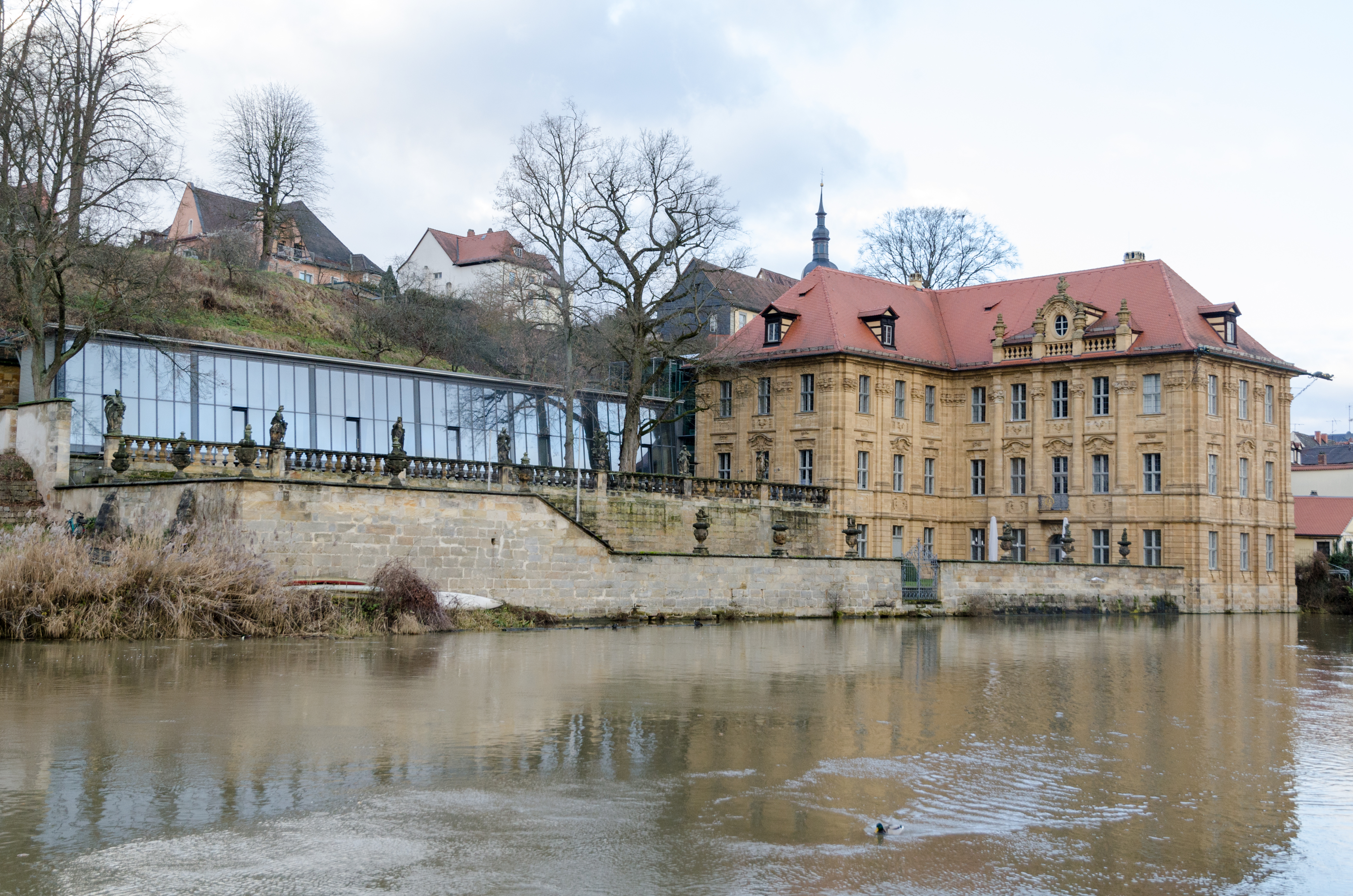
Villa Concordia und Stipendiatenwohnungen

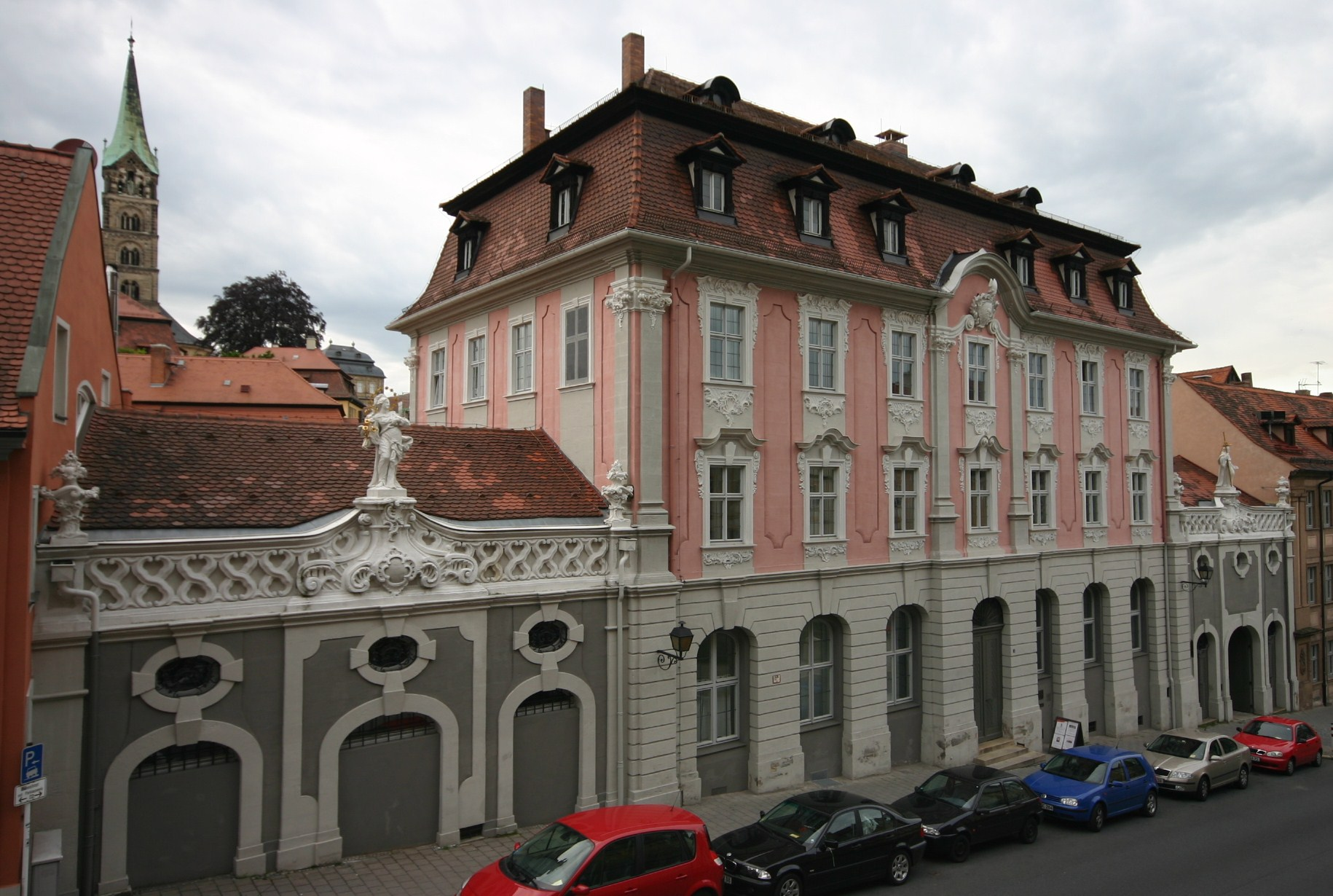
Neuer Ebracher Hof

Die Institution verfügt über zwei Gebäude, in denen heute Stipendiaten untergebracht sind. Das Hauptgebäude ist die barocke Villa Concordia selbst, die der Hofbeamte Ignaz Tobias Böttinger zwischen 1716 und 1722 in Auftrag gab und wahrscheinlich durch den Architekten Johann Dientzenhofer bauen ließ.
In der Villa befinden sich neben der Verwaltung auch Ateliers sowie ein Glasanbau mit Wohnungen. Der Saal bietet Platz für knapp zweihundert Personen und wird für Konzerte, Ausstellungseröffnungen und Lesungen – vor allem der Stipendiaten – genutzt.
Der nur wenige Minuten entfernte Neue Ebracher Hof wird als Außenstelle des Künstlerhauses genutzt und beherbergt weitere Künstlerwohnungen und Ateliers.

## Kuratorium
Das Kuratorium wird vom Staatsminister für Wissenschaft und Kunst ernannt und wechselt seit Übergang vom Gründungs- zum bestellten Kuratorium seit 2003 alle drei Jahre, wobei eine wiederholte Ernennung nach der Ordnung des Künstlerhauses zulässig ist.

### Derzeitiges Kuratorium
- Vorsitz: Angelika Kaus, Ministerialdirigentin: Kunst und Kultur, Bayerisches Staatsministerium für Wissenschaft und Kunst, München (seit 2017)
- Tanja Graf, Leitung des Literaturhauses München (seit 2016)
- Marcus Rudolf Axt, Intendant der Bamberger Symphoniker – Bayerische Staatsphilharmonie (seit September 2013)
- Ulrike Siebenhaar, Referentin für Kultur und Welterbe, Stadt Bamberg (seit 2020)
- Walter Storms, Walter Stroms Galerie, München (seit 2017)
- Katharina Vossenkuhl, Direktorin der Sammlung Goetz, München (seit 2017)
- Imke List, Ernst von Siemens Musikstiftung (seit 2023)
- Prof. Rainer Kotzian, Präsident der Hochschule für Musik Nürnberg (seit 2024)
- Dr. Wolf Iro, Goethe-Institut e. V. München (seit 2024)

### Frühere Mitglieder
- ehemaliger Vorsitz: Toni Schmid, Vertreter des Bayerischen Staatsministeriums für Bildung und Kultus, Wissenschaft und Kunst (1998–2017)
- Reinhard Wittmann (2003–2020)
- Hermann Pitz (2010–2017)
- Angelika Nollert (2010–2017)
- Siegfried Mauser (2010–2014)
- Christian Lange (2014–2020)
- Werner Hipelius (2001–2014)
- Wolfgang Fink, Intendant und Stiftungsvorstand der Bamberger Symphoniker a. D. (2010–2013)
- Wilfried Hiller (2005–2009)
- Nikolaus Gerhart (2003–2010)
- Hans Peter Reuter (2003–2008)
- Hannes Hintermeier (2003–2010)
- Albert von Schirnding (1999–2003)
- Tanja Kinkel (1998–2003)
- Wieland Schmied (1998–2003)
- Gustav Matschl (1998–2000)
- Herbert Rosendorfer (1998–1999)
- Michael Roßnagl, Sekretär des Kuratorium der Ernst von Siemens Musikstiftung München (bis 2023)
- Claudia Amthor-Croft, Goethe-Institut e. V. München (bis 2024)
- Bernd Redmann, Präsident der Hochschule für Musik und Theater München (bis 2024)

## Bekannte Stipendiaten (Auswahl)

### Bildende Kunst
- Sophie von Arnim
- Christina von Bitter
- Heiner Blum
- Filipa César
- Michaela Eichwald
- Lena von Goedeke
- Manuel Graf
- Wolfgang Kessler
- Zenita Komad
- Aldona Kut
- Jakob Mattner
- Gabriela Oberkofler
- Osmar Osten
- Alexandra Ranner
- Albrecht Schäfer
- Martin Schmidt
- Wiebke Siem
- Franziskus Wendels
- Kay Winkler
- Elke Zauner
- Gerald Zschorsch
- Boban Andjelkovic
- Maria Braune
- Kateryna Badianova
- Lukas Troberg
- Tamsin Snow
- Mairead o'hEocha
- Viola Bittl
- Samuel Laurence Cunnane
- James Stephen Wright

### Musik
- Mark Andre
- Jörn Arnecke
- Thomas Beimel
- Nélida Béjar
- Ed Bennett
- Birke J. Bertelsmeier
- Sandeep Bhagwati
- Frieder Butzmann
- József Sári
- Hans-Christian von Dadelsen
- Cecilia Damström
- Dan Dediu
- Dieter Dolezel
- André Duchesne
- Paul Engel
- Frank Gerhardt
- Sander Germanus
- Konstantia Gourzi
- Leopold Hurt
- Viera Janárčeková
- Gordon Kampe
- Anna Korsun
- Claus Kühnl
- Ulrich Alexander Kreppein
- Helmut Lachenmann
- Bernhard Lang
- Georges Lentz
- Philipp Maintz
- Liudas Mockūnas
- Brigitta Muntendorf
- Andrea Neumann
- Helga Pogatschar
- Johannes Quint
- Lucia Ronchetti
- Arash Safaian
- José María Sánchez Verdú
- József Sári
- Andrea Lorenzo Scartazzini
- Johannes X. Schachtner
- Iris ter Schiphorst
- Steffen Schleiermacher
- Markus Schmitt
- Annette Schmucki
- Oliver Schneller
- Thomas Schubert
- Charlotte Seither
- Ataç Sezer
- Eva Sindichakis
- Alexander Strauch
- Atli Heimir Sveinsson
- Renate Ulm
- Antje Vowinckel
- Steffen Wick
- Kay Winkler
- Markus Zahnhausen
- Olena Ilnytska
- Ying Wang
- Arne Gieshoff
- Judith Ring
- Nina Deuse
- Ann Cleare